# Петровский сельсовет (Новосибирская область)
Петровский сельсовет — сельское поселение в Ордынском районе Новосибирской области Российской Федерации.
Административный центр — посёлок Петровский.

## История
Статус и границы сельского поселения установлены Законом Новосибирской области от 2 июня 2004 года № 200-ОЗ «О статусе и границах муниципальных образований Новосибирской области»

## Население
| 2002  | 2010  | 2012  | 2013  | 2014  | 2015  | 2016  |
| ----- | ----- | ----- | ----- | ----- | ----- | ----- |
| 1543  | ↘1334 | ↘1316 | ↘1304 | ↗1316 | ↘1286 | ↘1270 |
| 2017  | 2018  | 2019  | 2020  | 2021  |       |       |
| ↘1269 | ↘1252 | ↘1248 | ↗1251 | ↘1236 |       |       |

## Состав сельского поселения
| № | Населённый пункт | Тип населённого пункта          | Население |
| - | ---------------- | ------------------------------- | --------- |
| 1 | Борисовский      | посёлок                         | ↘50       |
| 2 | Бугринская Роща  | посёлок                         | ↘33       |
| 3 | Петровский       | посёлок, административный центр | ↘1251     |